# Анти-Хассберга тема
Те́ма анти-Хассберга — тема в шаховій композиції. Анти-форма теми Хассберга-1. Суть теми — вступним ходом білі розв'язують свою фігуру і зв'язують тематичну чорну. В захисті чорні розв'язують свою тематичну фігуру і водночас зв'язують тематичну білу.

## Історія
Цю ідею запропонував американський шаховий композитор Ерік Манфред Хассберг (14.05.1918—08.01.1987) і походить вона від базової форми теми Хассберга-1.
Анти-форма теми — це зміна базових тактичних моментів, характерних для основної форми теми, на протилежні тактичні моменти. Отже, в базовій формі теми при вступному ході білих є зв'язування білої фігури і розв'язування чорної, а в анти-формі навпаки — розв'язування білої фігури і зв'язування чорної, далі в анти-формі у варіанті при захисті чорних розв'язується чорна фігура і зв'язується біла, а в базовій формі ходом чорних навпаки — зв'язується чорна фігура і розв'язується біла.
Ідея дістала назву тема анти-Хассберга.
|   | a | b | c | d | e | f | g | h |   |
| 8 | c8 чорна тура · a7 білий кінь · c7 чорний кінь · d7 чорний пішак · e7 чорний кінь · d6 чорний король · e6 чорний пішак · a5 чорний слон · a4 чорна тура · b4 чорний ферзь · e4 білий пішак · f4 білий пішак · a3 білий слон · c3 білий ферзь · d3 чорний слон · b2 білий пішак · a1 біла тура · e1 білий король | c8 чорна тура · a7 білий кінь · c7 чорний кінь · d7 чорний пішак · e7 чорний кінь · d6 чорний король · e6 чорний пішак · a5 чорний слон · a4 чорна тура · b4 чорний ферзь · e4 білий пішак · f4 білий пішак · a3 білий слон · c3 білий ферзь · d3 чорний слон · b2 білий пішак · a1 біла тура · e1 білий король | c8 чорна тура · a7 білий кінь · c7 чорний кінь · d7 чорний пішак · e7 чорний кінь · d6 чорний король · e6 чорний пішак · a5 чорний слон · a4 чорна тура · b4 чорний ферзь · e4 білий пішак · f4 білий пішак · a3 білий слон · c3 білий ферзь · d3 чорний слон · b2 білий пішак · a1 біла тура · e1 білий король | c8 чорна тура · a7 білий кінь · c7 чорний кінь · d7 чорний пішак · e7 чорний кінь · d6 чорний король · e6 чорний пішак · a5 чорний слон · a4 чорна тура · b4 чорний ферзь · e4 білий пішак · f4 білий пішак · a3 білий слон · c3 білий ферзь · d3 чорний слон · b2 білий пішак · a1 біла тура · e1 білий король | c8 чорна тура · a7 білий кінь · c7 чорний кінь · d7 чорний пішак · e7 чорний кінь · d6 чорний король · e6 чорний пішак · a5 чорний слон · a4 чорна тура · b4 чорний ферзь · e4 білий пішак · f4 білий пішак · a3 білий слон · c3 білий ферзь · d3 чорний слон · b2 білий пішак · a1 біла тура · e1 білий король | c8 чорна тура · a7 білий кінь · c7 чорний кінь · d7 чорний пішак · e7 чорний кінь · d6 чорний король · e6 чорний пішак · a5 чорний слон · a4 чорна тура · b4 чорний ферзь · e4 білий пішак · f4 білий пішак · a3 білий слон · c3 білий ферзь · d3 чорний слон · b2 білий пішак · a1 біла тура · e1 білий король | c8 чорна тура · a7 білий кінь · c7 чорний кінь · d7 чорний пішак · e7 чорний кінь · d6 чорний король · e6 чорний пішак · a5 чорний слон · a4 чорна тура · b4 чорний ферзь · e4 білий пішак · f4 білий пішак · a3 білий слон · c3 білий ферзь · d3 чорний слон · b2 білий пішак · a1 біла тура · e1 білий король | c8 чорна тура · a7 білий кінь · c7 чорний кінь · d7 чорний пішак · e7 чорний кінь · d6 чорний король · e6 чорний пішак · a5 чорний слон · a4 чорна тура · b4 чорний ферзь · e4 білий пішак · f4 білий пішак · a3 білий слон · c3 білий ферзь · d3 чорний слон · b2 білий пішак · a1 біла тура · e1 білий король | 8 |
| 7 | c8 чорна тура · a7 білий кінь · c7 чорний кінь · d7 чорний пішак · e7 чорний кінь · d6 чорний король · e6 чорний пішак · a5 чорний слон · a4 чорна тура · b4 чорний ферзь · e4 білий пішак · f4 білий пішак · a3 білий слон · c3 білий ферзь · d3 чорний слон · b2 білий пішак · a1 біла тура · e1 білий король | c8 чорна тура · a7 білий кінь · c7 чорний кінь · d7 чорний пішак · e7 чорний кінь · d6 чорний король · e6 чорний пішак · a5 чорний слон · a4 чорна тура · b4 чорний ферзь · e4 білий пішак · f4 білий пішак · a3 білий слон · c3 білий ферзь · d3 чорний слон · b2 білий пішак · a1 біла тура · e1 білий король | c8 чорна тура · a7 білий кінь · c7 чорний кінь · d7 чорний пішак · e7 чорний кінь · d6 чорний король · e6 чорний пішак · a5 чорний слон · a4 чорна тура · b4 чорний ферзь · e4 білий пішак · f4 білий пішак · a3 білий слон · c3 білий ферзь · d3 чорний слон · b2 білий пішак · a1 біла тура · e1 білий король | c8 чорна тура · a7 білий кінь · c7 чорний кінь · d7 чорний пішак · e7 чорний кінь · d6 чорний король · e6 чорний пішак · a5 чорний слон · a4 чорна тура · b4 чорний ферзь · e4 білий пішак · f4 білий пішак · a3 білий слон · c3 білий ферзь · d3 чорний слон · b2 білий пішак · a1 біла тура · e1 білий король | c8 чорна тура · a7 білий кінь · c7 чорний кінь · d7 чорний пішак · e7 чорний кінь · d6 чорний король · e6 чорний пішак · a5 чорний слон · a4 чорна тура · b4 чорний ферзь · e4 білий пішак · f4 білий пішак · a3 білий слон · c3 білий ферзь · d3 чорний слон · b2 білий пішак · a1 біла тура · e1 білий король | c8 чорна тура · a7 білий кінь · c7 чорний кінь · d7 чорний пішак · e7 чорний кінь · d6 чорний король · e6 чорний пішак · a5 чорний слон · a4 чорна тура · b4 чорний ферзь · e4 білий пішак · f4 білий пішак · a3 білий слон · c3 білий ферзь · d3 чорний слон · b2 білий пішак · a1 біла тура · e1 білий король | c8 чорна тура · a7 білий кінь · c7 чорний кінь · d7 чорний пішак · e7 чорний кінь · d6 чорний король · e6 чорний пішак · a5 чорний слон · a4 чорна тура · b4 чорний ферзь · e4 білий пішак · f4 білий пішак · a3 білий слон · c3 білий ферзь · d3 чорний слон · b2 білий пішак · a1 біла тура · e1 білий король | c8 чорна тура · a7 білий кінь · c7 чорний кінь · d7 чорний пішак · e7 чорний кінь · d6 чорний король · e6 чорний пішак · a5 чорний слон · a4 чорна тура · b4 чорний ферзь · e4 білий пішак · f4 білий пішак · a3 білий слон · c3 білий ферзь · d3 чорний слон · b2 білий пішак · a1 біла тура · e1 білий король | 7 |
| 6 | c8 чорна тура · a7 білий кінь · c7 чорний кінь · d7 чорний пішак · e7 чорний кінь · d6 чорний король · e6 чорний пішак · a5 чорний слон · a4 чорна тура · b4 чорний ферзь · e4 білий пішак · f4 білий пішак · a3 білий слон · c3 білий ферзь · d3 чорний слон · b2 білий пішак · a1 біла тура · e1 білий король | c8 чорна тура · a7 білий кінь · c7 чорний кінь · d7 чорний пішак · e7 чорний кінь · d6 чорний король · e6 чорний пішак · a5 чорний слон · a4 чорна тура · b4 чорний ферзь · e4 білий пішак · f4 білий пішак · a3 білий слон · c3 білий ферзь · d3 чорний слон · b2 білий пішак · a1 біла тура · e1 білий король | c8 чорна тура · a7 білий кінь · c7 чорний кінь · d7 чорний пішак · e7 чорний кінь · d6 чорний король · e6 чорний пішак · a5 чорний слон · a4 чорна тура · b4 чорний ферзь · e4 білий пішак · f4 білий пішак · a3 білий слон · c3 білий ферзь · d3 чорний слон · b2 білий пішак · a1 біла тура · e1 білий король | c8 чорна тура · a7 білий кінь · c7 чорний кінь · d7 чорний пішак · e7 чорний кінь · d6 чорний король · e6 чорний пішак · a5 чорний слон · a4 чорна тура · b4 чорний ферзь · e4 білий пішак · f4 білий пішак · a3 білий слон · c3 білий ферзь · d3 чорний слон · b2 білий пішак · a1 біла тура · e1 білий король | c8 чорна тура · a7 білий кінь · c7 чорний кінь · d7 чорний пішак · e7 чорний кінь · d6 чорний король · e6 чорний пішак · a5 чорний слон · a4 чорна тура · b4 чорний ферзь · e4 білий пішак · f4 білий пішак · a3 білий слон · c3 білий ферзь · d3 чорний слон · b2 білий пішак · a1 біла тура · e1 білий король | c8 чорна тура · a7 білий кінь · c7 чорний кінь · d7 чорний пішак · e7 чорний кінь · d6 чорний король · e6 чорний пішак · a5 чорний слон · a4 чорна тура · b4 чорний ферзь · e4 білий пішак · f4 білий пішак · a3 білий слон · c3 білий ферзь · d3 чорний слон · b2 білий пішак · a1 біла тура · e1 білий король | c8 чорна тура · a7 білий кінь · c7 чорний кінь · d7 чорний пішак · e7 чорний кінь · d6 чорний король · e6 чорний пішак · a5 чорний слон · a4 чорна тура · b4 чорний ферзь · e4 білий пішак · f4 білий пішак · a3 білий слон · c3 білий ферзь · d3 чорний слон · b2 білий пішак · a1 біла тура · e1 білий король | c8 чорна тура · a7 білий кінь · c7 чорний кінь · d7 чорний пішак · e7 чорний кінь · d6 чорний король · e6 чорний пішак · a5 чорний слон · a4 чорна тура · b4 чорний ферзь · e4 білий пішак · f4 білий пішак · a3 білий слон · c3 білий ферзь · d3 чорний слон · b2 білий пішак · a1 біла тура · e1 білий король | 6 |
| 5 | c8 чорна тура · a7 білий кінь · c7 чорний кінь · d7 чорний пішак · e7 чорний кінь · d6 чорний король · e6 чорний пішак · a5 чорний слон · a4 чорна тура · b4 чорний ферзь · e4 білий пішак · f4 білий пішак · a3 білий слон · c3 білий ферзь · d3 чорний слон · b2 білий пішак · a1 біла тура · e1 білий король | c8 чорна тура · a7 білий кінь · c7 чорний кінь · d7 чорний пішак · e7 чорний кінь · d6 чорний король · e6 чорний пішак · a5 чорний слон · a4 чорна тура · b4 чорний ферзь · e4 білий пішак · f4 білий пішак · a3 білий слон · c3 білий ферзь · d3 чорний слон · b2 білий пішак · a1 біла тура · e1 білий король | c8 чорна тура · a7 білий кінь · c7 чорний кінь · d7 чорний пішак · e7 чорний кінь · d6 чорний король · e6 чорний пішак · a5 чорний слон · a4 чорна тура · b4 чорний ферзь · e4 білий пішак · f4 білий пішак · a3 білий слон · c3 білий ферзь · d3 чорний слон · b2 білий пішак · a1 біла тура · e1 білий король | c8 чорна тура · a7 білий кінь · c7 чорний кінь · d7 чорний пішак · e7 чорний кінь · d6 чорний король · e6 чорний пішак · a5 чорний слон · a4 чорна тура · b4 чорний ферзь · e4 білий пішак · f4 білий пішак · a3 білий слон · c3 білий ферзь · d3 чорний слон · b2 білий пішак · a1 біла тура · e1 білий король | c8 чорна тура · a7 білий кінь · c7 чорний кінь · d7 чорний пішак · e7 чорний кінь · d6 чорний король · e6 чорний пішак · a5 чорний слон · a4 чорна тура · b4 чорний ферзь · e4 білий пішак · f4 білий пішак · a3 білий слон · c3 білий ферзь · d3 чорний слон · b2 білий пішак · a1 біла тура · e1 білий король | c8 чорна тура · a7 білий кінь · c7 чорний кінь · d7 чорний пішак · e7 чорний кінь · d6 чорний король · e6 чорний пішак · a5 чорний слон · a4 чорна тура · b4 чорний ферзь · e4 білий пішак · f4 білий пішак · a3 білий слон · c3 білий ферзь · d3 чорний слон · b2 білий пішак · a1 біла тура · e1 білий король | c8 чорна тура · a7 білий кінь · c7 чорний кінь · d7 чорний пішак · e7 чорний кінь · d6 чорний король · e6 чорний пішак · a5 чорний слон · a4 чорна тура · b4 чорний ферзь · e4 білий пішак · f4 білий пішак · a3 білий слон · c3 білий ферзь · d3 чорний слон · b2 білий пішак · a1 біла тура · e1 білий король | c8 чорна тура · a7 білий кінь · c7 чорний кінь · d7 чорний пішак · e7 чорний кінь · d6 чорний король · e6 чорний пішак · a5 чорний слон · a4 чорна тура · b4 чорний ферзь · e4 білий пішак · f4 білий пішак · a3 білий слон · c3 білий ферзь · d3 чорний слон · b2 білий пішак · a1 біла тура · e1 білий король | 5 |
| 4 | c8 чорна тура · a7 білий кінь · c7 чорний кінь · d7 чорний пішак · e7 чорний кінь · d6 чорний король · e6 чорний пішак · a5 чорний слон · a4 чорна тура · b4 чорний ферзь · e4 білий пішак · f4 білий пішак · a3 білий слон · c3 білий ферзь · d3 чорний слон · b2 білий пішак · a1 біла тура · e1 білий король | c8 чорна тура · a7 білий кінь · c7 чорний кінь · d7 чорний пішак · e7 чорний кінь · d6 чорний король · e6 чорний пішак · a5 чорний слон · a4 чорна тура · b4 чорний ферзь · e4 білий пішак · f4 білий пішак · a3 білий слон · c3 білий ферзь · d3 чорний слон · b2 білий пішак · a1 біла тура · e1 білий король | c8 чорна тура · a7 білий кінь · c7 чорний кінь · d7 чорний пішак · e7 чорний кінь · d6 чорний король · e6 чорний пішак · a5 чорний слон · a4 чорна тура · b4 чорний ферзь · e4 білий пішак · f4 білий пішак · a3 білий слон · c3 білий ферзь · d3 чорний слон · b2 білий пішак · a1 біла тура · e1 білий король | c8 чорна тура · a7 білий кінь · c7 чорний кінь · d7 чорний пішак · e7 чорний кінь · d6 чорний король · e6 чорний пішак · a5 чорний слон · a4 чорна тура · b4 чорний ферзь · e4 білий пішак · f4 білий пішак · a3 білий слон · c3 білий ферзь · d3 чорний слон · b2 білий пішак · a1 біла тура · e1 білий король | c8 чорна тура · a7 білий кінь · c7 чорний кінь · d7 чорний пішак · e7 чорний кінь · d6 чорний король · e6 чорний пішак · a5 чорний слон · a4 чорна тура · b4 чорний ферзь · e4 білий пішак · f4 білий пішак · a3 білий слон · c3 білий ферзь · d3 чорний слон · b2 білий пішак · a1 біла тура · e1 білий король | c8 чорна тура · a7 білий кінь · c7 чорний кінь · d7 чорний пішак · e7 чорний кінь · d6 чорний король · e6 чорний пішак · a5 чорний слон · a4 чорна тура · b4 чорний ферзь · e4 білий пішак · f4 білий пішак · a3 білий слон · c3 білий ферзь · d3 чорний слон · b2 білий пішак · a1 біла тура · e1 білий король | c8 чорна тура · a7 білий кінь · c7 чорний кінь · d7 чорний пішак · e7 чорний кінь · d6 чорний король · e6 чорний пішак · a5 чорний слон · a4 чорна тура · b4 чорний ферзь · e4 білий пішак · f4 білий пішак · a3 білий слон · c3 білий ферзь · d3 чорний слон · b2 білий пішак · a1 біла тура · e1 білий король | c8 чорна тура · a7 білий кінь · c7 чорний кінь · d7 чорний пішак · e7 чорний кінь · d6 чорний король · e6 чорний пішак · a5 чорний слон · a4 чорна тура · b4 чорний ферзь · e4 білий пішак · f4 білий пішак · a3 білий слон · c3 білий ферзь · d3 чорний слон · b2 білий пішак · a1 біла тура · e1 білий король | 4 |
| 3 | c8 чорна тура · a7 білий кінь · c7 чорний кінь · d7 чорний пішак · e7 чорний кінь · d6 чорний король · e6 чорний пішак · a5 чорний слон · a4 чорна тура · b4 чорний ферзь · e4 білий пішак · f4 білий пішак · a3 білий слон · c3 білий ферзь · d3 чорний слон · b2 білий пішак · a1 біла тура · e1 білий король | c8 чорна тура · a7 білий кінь · c7 чорний кінь · d7 чорний пішак · e7 чорний кінь · d6 чорний король · e6 чорний пішак · a5 чорний слон · a4 чорна тура · b4 чорний ферзь · e4 білий пішак · f4 білий пішак · a3 білий слон · c3 білий ферзь · d3 чорний слон · b2 білий пішак · a1 біла тура · e1 білий король | c8 чорна тура · a7 білий кінь · c7 чорний кінь · d7 чорний пішак · e7 чорний кінь · d6 чорний король · e6 чорний пішак · a5 чорний слон · a4 чорна тура · b4 чорний ферзь · e4 білий пішак · f4 білий пішак · a3 білий слон · c3 білий ферзь · d3 чорний слон · b2 білий пішак · a1 біла тура · e1 білий король | c8 чорна тура · a7 білий кінь · c7 чорний кінь · d7 чорний пішак · e7 чорний кінь · d6 чорний король · e6 чорний пішак · a5 чорний слон · a4 чорна тура · b4 чорний ферзь · e4 білий пішак · f4 білий пішак · a3 білий слон · c3 білий ферзь · d3 чорний слон · b2 білий пішак · a1 біла тура · e1 білий король | c8 чорна тура · a7 білий кінь · c7 чорний кінь · d7 чорний пішак · e7 чорний кінь · d6 чорний король · e6 чорний пішак · a5 чорний слон · a4 чорна тура · b4 чорний ферзь · e4 білий пішак · f4 білий пішак · a3 білий слон · c3 білий ферзь · d3 чорний слон · b2 білий пішак · a1 біла тура · e1 білий король | c8 чорна тура · a7 білий кінь · c7 чорний кінь · d7 чорний пішак · e7 чорний кінь · d6 чорний король · e6 чорний пішак · a5 чорний слон · a4 чорна тура · b4 чорний ферзь · e4 білий пішак · f4 білий пішак · a3 білий слон · c3 білий ферзь · d3 чорний слон · b2 білий пішак · a1 біла тура · e1 білий король | c8 чорна тура · a7 білий кінь · c7 чорний кінь · d7 чорний пішак · e7 чорний кінь · d6 чорний король · e6 чорний пішак · a5 чорний слон · a4 чорна тура · b4 чорний ферзь · e4 білий пішак · f4 білий пішак · a3 білий слон · c3 білий ферзь · d3 чорний слон · b2 білий пішак · a1 біла тура · e1 білий король | c8 чорна тура · a7 білий кінь · c7 чорний кінь · d7 чорний пішак · e7 чорний кінь · d6 чорний король · e6 чорний пішак · a5 чорний слон · a4 чорна тура · b4 чорний ферзь · e4 білий пішак · f4 білий пішак · a3 білий слон · c3 білий ферзь · d3 чорний слон · b2 білий пішак · a1 біла тура · e1 білий король | 3 |
| 2 | c8 чорна тура · a7 білий кінь · c7 чорний кінь · d7 чорний пішак · e7 чорний кінь · d6 чорний король · e6 чорний пішак · a5 чорний слон · a4 чорна тура · b4 чорний ферзь · e4 білий пішак · f4 білий пішак · a3 білий слон · c3 білий ферзь · d3 чорний слон · b2 білий пішак · a1 біла тура · e1 білий король | c8 чорна тура · a7 білий кінь · c7 чорний кінь · d7 чорний пішак · e7 чорний кінь · d6 чорний король · e6 чорний пішак · a5 чорний слон · a4 чорна тура · b4 чорний ферзь · e4 білий пішак · f4 білий пішак · a3 білий слон · c3 білий ферзь · d3 чорний слон · b2 білий пішак · a1 біла тура · e1 білий король | c8 чорна тура · a7 білий кінь · c7 чорний кінь · d7 чорний пішак · e7 чорний кінь · d6 чорний король · e6 чорний пішак · a5 чорний слон · a4 чорна тура · b4 чорний ферзь · e4 білий пішак · f4 білий пішак · a3 білий слон · c3 білий ферзь · d3 чорний слон · b2 білий пішак · a1 біла тура · e1 білий король | c8 чорна тура · a7 білий кінь · c7 чорний кінь · d7 чорний пішак · e7 чорний кінь · d6 чорний король · e6 чорний пішак · a5 чорний слон · a4 чорна тура · b4 чорний ферзь · e4 білий пішак · f4 білий пішак · a3 білий слон · c3 білий ферзь · d3 чорний слон · b2 білий пішак · a1 біла тура · e1 білий король | c8 чорна тура · a7 білий кінь · c7 чорний кінь · d7 чорний пішак · e7 чорний кінь · d6 чорний король · e6 чорний пішак · a5 чорний слон · a4 чорна тура · b4 чорний ферзь · e4 білий пішак · f4 білий пішак · a3 білий слон · c3 білий ферзь · d3 чорний слон · b2 білий пішак · a1 біла тура · e1 білий король | c8 чорна тура · a7 білий кінь · c7 чорний кінь · d7 чорний пішак · e7 чорний кінь · d6 чорний король · e6 чорний пішак · a5 чорний слон · a4 чорна тура · b4 чорний ферзь · e4 білий пішак · f4 білий пішак · a3 білий слон · c3 білий ферзь · d3 чорний слон · b2 білий пішак · a1 біла тура · e1 білий король | c8 чорна тура · a7 білий кінь · c7 чорний кінь · d7 чорний пішак · e7 чорний кінь · d6 чорний король · e6 чорний пішак · a5 чорний слон · a4 чорна тура · b4 чорний ферзь · e4 білий пішак · f4 білий пішак · a3 білий слон · c3 білий ферзь · d3 чорний слон · b2 білий пішак · a1 біла тура · e1 білий король | c8 чорна тура · a7 білий кінь · c7 чорний кінь · d7 чорний пішак · e7 чорний кінь · d6 чорний король · e6 чорний пішак · a5 чорний слон · a4 чорна тура · b4 чорний ферзь · e4 білий пішак · f4 білий пішак · a3 білий слон · c3 білий ферзь · d3 чорний слон · b2 білий пішак · a1 біла тура · e1 білий король | 2 |
| 1 | c8 чорна тура · a7 білий кінь · c7 чорний кінь · d7 чорний пішак · e7 чорний кінь · d6 чорний король · e6 чорний пішак · a5 чорний слон · a4 чорна тура · b4 чорний ферзь · e4 білий пішак · f4 білий пішак · a3 білий слон · c3 білий ферзь · d3 чорний слон · b2 білий пішак · a1 біла тура · e1 білий король | c8 чорна тура · a7 білий кінь · c7 чорний кінь · d7 чорний пішак · e7 чорний кінь · d6 чорний король · e6 чорний пішак · a5 чорний слон · a4 чорна тура · b4 чорний ферзь · e4 білий пішак · f4 білий пішак · a3 білий слон · c3 білий ферзь · d3 чорний слон · b2 білий пішак · a1 біла тура · e1 білий король | c8 чорна тура · a7 білий кінь · c7 чорний кінь · d7 чорний пішак · e7 чорний кінь · d6 чорний король · e6 чорний пішак · a5 чорний слон · a4 чорна тура · b4 чорний ферзь · e4 білий пішак · f4 білий пішак · a3 білий слон · c3 білий ферзь · d3 чорний слон · b2 білий пішак · a1 біла тура · e1 білий король | c8 чорна тура · a7 білий кінь · c7 чорний кінь · d7 чорний пішак · e7 чорний кінь · d6 чорний король · e6 чорний пішак · a5 чорний слон · a4 чорна тура · b4 чорний ферзь · e4 білий пішак · f4 білий пішак · a3 білий слон · c3 білий ферзь · d3 чорний слон · b2 білий пішак · a1 біла тура · e1 білий король | c8 чорна тура · a7 білий кінь · c7 чорний кінь · d7 чорний пішак · e7 чорний кінь · d6 чорний король · e6 чорний пішак · a5 чорний слон · a4 чорна тура · b4 чорний ферзь · e4 білий пішак · f4 білий пішак · a3 білий слон · c3 білий ферзь · d3 чорний слон · b2 білий пішак · a1 біла тура · e1 білий король | c8 чорна тура · a7 білий кінь · c7 чорний кінь · d7 чорний пішак · e7 чорний кінь · d6 чорний король · e6 чорний пішак · a5 чорний слон · a4 чорна тура · b4 чорний ферзь · e4 білий пішак · f4 білий пішак · a3 білий слон · c3 білий ферзь · d3 чорний слон · b2 білий пішак · a1 біла тура · e1 білий король | c8 чорна тура · a7 білий кінь · c7 чорний кінь · d7 чорний пішак · e7 чорний кінь · d6 чорний король · e6 чорний пішак · a5 чорний слон · a4 чорна тура · b4 чорний ферзь · e4 білий пішак · f4 білий пішак · a3 білий слон · c3 білий ферзь · d3 чорний слон · b2 білий пішак · a1 біла тура · e1 білий король | c8 чорна тура · a7 білий кінь · c7 чорний кінь · d7 чорний пішак · e7 чорний кінь · d6 чорний король · e6 чорний пішак · a5 чорний слон · a4 чорна тура · b4 чорний ферзь · e4 білий пішак · f4 білий пішак · a3 білий слон · c3 білий ферзь · d3 чорний слон · b2 білий пішак · a1 біла тура · e1 білий король | 1 |
|   | a | b | c | d | e | f | g | h |   |

FEN: 2r5/N1npn3/3kp3/b7/rq2PP2/B1Qb4/1P6/R3K3
1. 0-0-0! ~ 2. Qe5#
1. ... Scd5 2. e5#
- — - — - — -
1. ... Sc~ 2. Sb5#
1. ... Se~ 2. Sxc8#
1. ... Qc5 2. Qxc5, Bxc5#
Вступний хід білих — довга рокировка, і після цього чорний слон «d3» опиняється в зв'язці, а білий ферзь розв'язаний. Чорний кінь в тематичному захисті розв'язує чорного слона, а білий ферзь зв'язується.
|   | a | b | c | d | e | f | g | h |   |
| 8 | b8 білий кінь · e8 білий слон · f8 білий слон · c7 чорний пішак · d7 чорний слон · b6 чорний пішак · b5 чорний король · c5 чорний ферзь · b4 білий пішак · d4 білий пішак · g4 білий ферзь · h4 чорний пішак · b3 білий пішак · h3 білий король · a2 білий кінь · f2 біла тура | b8 білий кінь · e8 білий слон · f8 білий слон · c7 чорний пішак · d7 чорний слон · b6 чорний пішак · b5 чорний король · c5 чорний ферзь · b4 білий пішак · d4 білий пішак · g4 білий ферзь · h4 чорний пішак · b3 білий пішак · h3 білий король · a2 білий кінь · f2 біла тура | b8 білий кінь · e8 білий слон · f8 білий слон · c7 чорний пішак · d7 чорний слон · b6 чорний пішак · b5 чорний король · c5 чорний ферзь · b4 білий пішак · d4 білий пішак · g4 білий ферзь · h4 чорний пішак · b3 білий пішак · h3 білий король · a2 білий кінь · f2 біла тура | b8 білий кінь · e8 білий слон · f8 білий слон · c7 чорний пішак · d7 чорний слон · b6 чорний пішак · b5 чорний король · c5 чорний ферзь · b4 білий пішак · d4 білий пішак · g4 білий ферзь · h4 чорний пішак · b3 білий пішак · h3 білий король · a2 білий кінь · f2 біла тура | b8 білий кінь · e8 білий слон · f8 білий слон · c7 чорний пішак · d7 чорний слон · b6 чорний пішак · b5 чорний король · c5 чорний ферзь · b4 білий пішак · d4 білий пішак · g4 білий ферзь · h4 чорний пішак · b3 білий пішак · h3 білий король · a2 білий кінь · f2 біла тура | b8 білий кінь · e8 білий слон · f8 білий слон · c7 чорний пішак · d7 чорний слон · b6 чорний пішак · b5 чорний король · c5 чорний ферзь · b4 білий пішак · d4 білий пішак · g4 білий ферзь · h4 чорний пішак · b3 білий пішак · h3 білий король · a2 білий кінь · f2 біла тура | b8 білий кінь · e8 білий слон · f8 білий слон · c7 чорний пішак · d7 чорний слон · b6 чорний пішак · b5 чорний король · c5 чорний ферзь · b4 білий пішак · d4 білий пішак · g4 білий ферзь · h4 чорний пішак · b3 білий пішак · h3 білий король · a2 білий кінь · f2 біла тура | b8 білий кінь · e8 білий слон · f8 білий слон · c7 чорний пішак · d7 чорний слон · b6 чорний пішак · b5 чорний король · c5 чорний ферзь · b4 білий пішак · d4 білий пішак · g4 білий ферзь · h4 чорний пішак · b3 білий пішак · h3 білий король · a2 білий кінь · f2 біла тура | 8 |
| 7 | b8 білий кінь · e8 білий слон · f8 білий слон · c7 чорний пішак · d7 чорний слон · b6 чорний пішак · b5 чорний король · c5 чорний ферзь · b4 білий пішак · d4 білий пішак · g4 білий ферзь · h4 чорний пішак · b3 білий пішак · h3 білий король · a2 білий кінь · f2 біла тура | b8 білий кінь · e8 білий слон · f8 білий слон · c7 чорний пішак · d7 чорний слон · b6 чорний пішак · b5 чорний король · c5 чорний ферзь · b4 білий пішак · d4 білий пішак · g4 білий ферзь · h4 чорний пішак · b3 білий пішак · h3 білий король · a2 білий кінь · f2 біла тура | b8 білий кінь · e8 білий слон · f8 білий слон · c7 чорний пішак · d7 чорний слон · b6 чорний пішак · b5 чорний король · c5 чорний ферзь · b4 білий пішак · d4 білий пішак · g4 білий ферзь · h4 чорний пішак · b3 білий пішак · h3 білий король · a2 білий кінь · f2 біла тура | b8 білий кінь · e8 білий слон · f8 білий слон · c7 чорний пішак · d7 чорний слон · b6 чорний пішак · b5 чорний король · c5 чорний ферзь · b4 білий пішак · d4 білий пішак · g4 білий ферзь · h4 чорний пішак · b3 білий пішак · h3 білий король · a2 білий кінь · f2 біла тура | b8 білий кінь · e8 білий слон · f8 білий слон · c7 чорний пішак · d7 чорний слон · b6 чорний пішак · b5 чорний король · c5 чорний ферзь · b4 білий пішак · d4 білий пішак · g4 білий ферзь · h4 чорний пішак · b3 білий пішак · h3 білий король · a2 білий кінь · f2 біла тура | b8 білий кінь · e8 білий слон · f8 білий слон · c7 чорний пішак · d7 чорний слон · b6 чорний пішак · b5 чорний король · c5 чорний ферзь · b4 білий пішак · d4 білий пішак · g4 білий ферзь · h4 чорний пішак · b3 білий пішак · h3 білий король · a2 білий кінь · f2 біла тура | b8 білий кінь · e8 білий слон · f8 білий слон · c7 чорний пішак · d7 чорний слон · b6 чорний пішак · b5 чорний король · c5 чорний ферзь · b4 білий пішак · d4 білий пішак · g4 білий ферзь · h4 чорний пішак · b3 білий пішак · h3 білий король · a2 білий кінь · f2 біла тура | b8 білий кінь · e8 білий слон · f8 білий слон · c7 чорний пішак · d7 чорний слон · b6 чорний пішак · b5 чорний король · c5 чорний ферзь · b4 білий пішак · d4 білий пішак · g4 білий ферзь · h4 чорний пішак · b3 білий пішак · h3 білий король · a2 білий кінь · f2 біла тура | 7 |
| 6 | b8 білий кінь · e8 білий слон · f8 білий слон · c7 чорний пішак · d7 чорний слон · b6 чорний пішак · b5 чорний король · c5 чорний ферзь · b4 білий пішак · d4 білий пішак · g4 білий ферзь · h4 чорний пішак · b3 білий пішак · h3 білий король · a2 білий кінь · f2 біла тура | b8 білий кінь · e8 білий слон · f8 білий слон · c7 чорний пішак · d7 чорний слон · b6 чорний пішак · b5 чорний король · c5 чорний ферзь · b4 білий пішак · d4 білий пішак · g4 білий ферзь · h4 чорний пішак · b3 білий пішак · h3 білий король · a2 білий кінь · f2 біла тура | b8 білий кінь · e8 білий слон · f8 білий слон · c7 чорний пішак · d7 чорний слон · b6 чорний пішак · b5 чорний король · c5 чорний ферзь · b4 білий пішак · d4 білий пішак · g4 білий ферзь · h4 чорний пішак · b3 білий пішак · h3 білий король · a2 білий кінь · f2 біла тура | b8 білий кінь · e8 білий слон · f8 білий слон · c7 чорний пішак · d7 чорний слон · b6 чорний пішак · b5 чорний король · c5 чорний ферзь · b4 білий пішак · d4 білий пішак · g4 білий ферзь · h4 чорний пішак · b3 білий пішак · h3 білий король · a2 білий кінь · f2 біла тура | b8 білий кінь · e8 білий слон · f8 білий слон · c7 чорний пішак · d7 чорний слон · b6 чорний пішак · b5 чорний король · c5 чорний ферзь · b4 білий пішак · d4 білий пішак · g4 білий ферзь · h4 чорний пішак · b3 білий пішак · h3 білий король · a2 білий кінь · f2 біла тура | b8 білий кінь · e8 білий слон · f8 білий слон · c7 чорний пішак · d7 чорний слон · b6 чорний пішак · b5 чорний король · c5 чорний ферзь · b4 білий пішак · d4 білий пішак · g4 білий ферзь · h4 чорний пішак · b3 білий пішак · h3 білий король · a2 білий кінь · f2 біла тура | b8 білий кінь · e8 білий слон · f8 білий слон · c7 чорний пішак · d7 чорний слон · b6 чорний пішак · b5 чорний король · c5 чорний ферзь · b4 білий пішак · d4 білий пішак · g4 білий ферзь · h4 чорний пішак · b3 білий пішак · h3 білий король · a2 білий кінь · f2 біла тура | b8 білий кінь · e8 білий слон · f8 білий слон · c7 чорний пішак · d7 чорний слон · b6 чорний пішак · b5 чорний король · c5 чорний ферзь · b4 білий пішак · d4 білий пішак · g4 білий ферзь · h4 чорний пішак · b3 білий пішак · h3 білий король · a2 білий кінь · f2 біла тура | 6 |
| 5 | b8 білий кінь · e8 білий слон · f8 білий слон · c7 чорний пішак · d7 чорний слон · b6 чорний пішак · b5 чорний король · c5 чорний ферзь · b4 білий пішак · d4 білий пішак · g4 білий ферзь · h4 чорний пішак · b3 білий пішак · h3 білий король · a2 білий кінь · f2 біла тура | b8 білий кінь · e8 білий слон · f8 білий слон · c7 чорний пішак · d7 чорний слон · b6 чорний пішак · b5 чорний король · c5 чорний ферзь · b4 білий пішак · d4 білий пішак · g4 білий ферзь · h4 чорний пішак · b3 білий пішак · h3 білий король · a2 білий кінь · f2 біла тура | b8 білий кінь · e8 білий слон · f8 білий слон · c7 чорний пішак · d7 чорний слон · b6 чорний пішак · b5 чорний король · c5 чорний ферзь · b4 білий пішак · d4 білий пішак · g4 білий ферзь · h4 чорний пішак · b3 білий пішак · h3 білий король · a2 білий кінь · f2 біла тура | b8 білий кінь · e8 білий слон · f8 білий слон · c7 чорний пішак · d7 чорний слон · b6 чорний пішак · b5 чорний король · c5 чорний ферзь · b4 білий пішак · d4 білий пішак · g4 білий ферзь · h4 чорний пішак · b3 білий пішак · h3 білий король · a2 білий кінь · f2 біла тура | b8 білий кінь · e8 білий слон · f8 білий слон · c7 чорний пішак · d7 чорний слон · b6 чорний пішак · b5 чорний король · c5 чорний ферзь · b4 білий пішак · d4 білий пішак · g4 білий ферзь · h4 чорний пішак · b3 білий пішак · h3 білий король · a2 білий кінь · f2 біла тура | b8 білий кінь · e8 білий слон · f8 білий слон · c7 чорний пішак · d7 чорний слон · b6 чорний пішак · b5 чорний король · c5 чорний ферзь · b4 білий пішак · d4 білий пішак · g4 білий ферзь · h4 чорний пішак · b3 білий пішак · h3 білий король · a2 білий кінь · f2 біла тура | b8 білий кінь · e8 білий слон · f8 білий слон · c7 чорний пішак · d7 чорний слон · b6 чорний пішак · b5 чорний король · c5 чорний ферзь · b4 білий пішак · d4 білий пішак · g4 білий ферзь · h4 чорний пішак · b3 білий пішак · h3 білий король · a2 білий кінь · f2 біла тура | b8 білий кінь · e8 білий слон · f8 білий слон · c7 чорний пішак · d7 чорний слон · b6 чорний пішак · b5 чорний король · c5 чорний ферзь · b4 білий пішак · d4 білий пішак · g4 білий ферзь · h4 чорний пішак · b3 білий пішак · h3 білий король · a2 білий кінь · f2 біла тура | 5 |
| 4 | b8 білий кінь · e8 білий слон · f8 білий слон · c7 чорний пішак · d7 чорний слон · b6 чорний пішак · b5 чорний король · c5 чорний ферзь · b4 білий пішак · d4 білий пішак · g4 білий ферзь · h4 чорний пішак · b3 білий пішак · h3 білий король · a2 білий кінь · f2 біла тура | b8 білий кінь · e8 білий слон · f8 білий слон · c7 чорний пішак · d7 чорний слон · b6 чорний пішак · b5 чорний король · c5 чорний ферзь · b4 білий пішак · d4 білий пішак · g4 білий ферзь · h4 чорний пішак · b3 білий пішак · h3 білий король · a2 білий кінь · f2 біла тура | b8 білий кінь · e8 білий слон · f8 білий слон · c7 чорний пішак · d7 чорний слон · b6 чорний пішак · b5 чорний король · c5 чорний ферзь · b4 білий пішак · d4 білий пішак · g4 білий ферзь · h4 чорний пішак · b3 білий пішак · h3 білий король · a2 білий кінь · f2 біла тура | b8 білий кінь · e8 білий слон · f8 білий слон · c7 чорний пішак · d7 чорний слон · b6 чорний пішак · b5 чорний король · c5 чорний ферзь · b4 білий пішак · d4 білий пішак · g4 білий ферзь · h4 чорний пішак · b3 білий пішак · h3 білий король · a2 білий кінь · f2 біла тура | b8 білий кінь · e8 білий слон · f8 білий слон · c7 чорний пішак · d7 чорний слон · b6 чорний пішак · b5 чорний король · c5 чорний ферзь · b4 білий пішак · d4 білий пішак · g4 білий ферзь · h4 чорний пішак · b3 білий пішак · h3 білий король · a2 білий кінь · f2 біла тура | b8 білий кінь · e8 білий слон · f8 білий слон · c7 чорний пішак · d7 чорний слон · b6 чорний пішак · b5 чорний король · c5 чорний ферзь · b4 білий пішак · d4 білий пішак · g4 білий ферзь · h4 чорний пішак · b3 білий пішак · h3 білий король · a2 білий кінь · f2 біла тура | b8 білий кінь · e8 білий слон · f8 білий слон · c7 чорний пішак · d7 чорний слон · b6 чорний пішак · b5 чорний король · c5 чорний ферзь · b4 білий пішак · d4 білий пішак · g4 білий ферзь · h4 чорний пішак · b3 білий пішак · h3 білий король · a2 білий кінь · f2 біла тура | b8 білий кінь · e8 білий слон · f8 білий слон · c7 чорний пішак · d7 чорний слон · b6 чорний пішак · b5 чорний король · c5 чорний ферзь · b4 білий пішак · d4 білий пішак · g4 білий ферзь · h4 чорний пішак · b3 білий пішак · h3 білий король · a2 білий кінь · f2 біла тура | 4 |
| 3 | b8 білий кінь · e8 білий слон · f8 білий слон · c7 чорний пішак · d7 чорний слон · b6 чорний пішак · b5 чорний король · c5 чорний ферзь · b4 білий пішак · d4 білий пішак · g4 білий ферзь · h4 чорний пішак · b3 білий пішак · h3 білий король · a2 білий кінь · f2 біла тура | b8 білий кінь · e8 білий слон · f8 білий слон · c7 чорний пішак · d7 чорний слон · b6 чорний пішак · b5 чорний король · c5 чорний ферзь · b4 білий пішак · d4 білий пішак · g4 білий ферзь · h4 чорний пішак · b3 білий пішак · h3 білий король · a2 білий кінь · f2 біла тура | b8 білий кінь · e8 білий слон · f8 білий слон · c7 чорний пішак · d7 чорний слон · b6 чорний пішак · b5 чорний король · c5 чорний ферзь · b4 білий пішак · d4 білий пішак · g4 білий ферзь · h4 чорний пішак · b3 білий пішак · h3 білий король · a2 білий кінь · f2 біла тура | b8 білий кінь · e8 білий слон · f8 білий слон · c7 чорний пішак · d7 чорний слон · b6 чорний пішак · b5 чорний король · c5 чорний ферзь · b4 білий пішак · d4 білий пішак · g4 білий ферзь · h4 чорний пішак · b3 білий пішак · h3 білий король · a2 білий кінь · f2 біла тура | b8 білий кінь · e8 білий слон · f8 білий слон · c7 чорний пішак · d7 чорний слон · b6 чорний пішак · b5 чорний король · c5 чорний ферзь · b4 білий пішак · d4 білий пішак · g4 білий ферзь · h4 чорний пішак · b3 білий пішак · h3 білий король · a2 білий кінь · f2 біла тура | b8 білий кінь · e8 білий слон · f8 білий слон · c7 чорний пішак · d7 чорний слон · b6 чорний пішак · b5 чорний король · c5 чорний ферзь · b4 білий пішак · d4 білий пішак · g4 білий ферзь · h4 чорний пішак · b3 білий пішак · h3 білий король · a2 білий кінь · f2 біла тура | b8 білий кінь · e8 білий слон · f8 білий слон · c7 чорний пішак · d7 чорний слон · b6 чорний пішак · b5 чорний король · c5 чорний ферзь · b4 білий пішак · d4 білий пішак · g4 білий ферзь · h4 чорний пішак · b3 білий пішак · h3 білий король · a2 білий кінь · f2 біла тура | b8 білий кінь · e8 білий слон · f8 білий слон · c7 чорний пішак · d7 чорний слон · b6 чорний пішак · b5 чорний король · c5 чорний ферзь · b4 білий пішак · d4 білий пішак · g4 білий ферзь · h4 чорний пішак · b3 білий пішак · h3 білий король · a2 білий кінь · f2 біла тура | 3 |
| 2 | b8 білий кінь · e8 білий слон · f8 білий слон · c7 чорний пішак · d7 чорний слон · b6 чорний пішак · b5 чорний король · c5 чорний ферзь · b4 білий пішак · d4 білий пішак · g4 білий ферзь · h4 чорний пішак · b3 білий пішак · h3 білий король · a2 білий кінь · f2 біла тура | b8 білий кінь · e8 білий слон · f8 білий слон · c7 чорний пішак · d7 чорний слон · b6 чорний пішак · b5 чорний король · c5 чорний ферзь · b4 білий пішак · d4 білий пішак · g4 білий ферзь · h4 чорний пішак · b3 білий пішак · h3 білий король · a2 білий кінь · f2 біла тура | b8 білий кінь · e8 білий слон · f8 білий слон · c7 чорний пішак · d7 чорний слон · b6 чорний пішак · b5 чорний король · c5 чорний ферзь · b4 білий пішак · d4 білий пішак · g4 білий ферзь · h4 чорний пішак · b3 білий пішак · h3 білий король · a2 білий кінь · f2 біла тура | b8 білий кінь · e8 білий слон · f8 білий слон · c7 чорний пішак · d7 чорний слон · b6 чорний пішак · b5 чорний король · c5 чорний ферзь · b4 білий пішак · d4 білий пішак · g4 білий ферзь · h4 чорний пішак · b3 білий пішак · h3 білий король · a2 білий кінь · f2 біла тура | b8 білий кінь · e8 білий слон · f8 білий слон · c7 чорний пішак · d7 чорний слон · b6 чорний пішак · b5 чорний король · c5 чорний ферзь · b4 білий пішак · d4 білий пішак · g4 білий ферзь · h4 чорний пішак · b3 білий пішак · h3 білий король · a2 білий кінь · f2 біла тура | b8 білий кінь · e8 білий слон · f8 білий слон · c7 чорний пішак · d7 чорний слон · b6 чорний пішак · b5 чорний король · c5 чорний ферзь · b4 білий пішак · d4 білий пішак · g4 білий ферзь · h4 чорний пішак · b3 білий пішак · h3 білий король · a2 білий кінь · f2 біла тура | b8 білий кінь · e8 білий слон · f8 білий слон · c7 чорний пішак · d7 чорний слон · b6 чорний пішак · b5 чорний король · c5 чорний ферзь · b4 білий пішак · d4 білий пішак · g4 білий ферзь · h4 чорний пішак · b3 білий пішак · h3 білий король · a2 білий кінь · f2 біла тура | b8 білий кінь · e8 білий слон · f8 білий слон · c7 чорний пішак · d7 чорний слон · b6 чорний пішак · b5 чорний король · c5 чорний ферзь · b4 білий пішак · d4 білий пішак · g4 білий ферзь · h4 чорний пішак · b3 білий пішак · h3 білий король · a2 білий кінь · f2 біла тура | 2 |
| 1 | b8 білий кінь · e8 білий слон · f8 білий слон · c7 чорний пішак · d7 чорний слон · b6 чорний пішак · b5 чорний король · c5 чорний ферзь · b4 білий пішак · d4 білий пішак · g4 білий ферзь · h4 чорний пішак · b3 білий пішак · h3 білий король · a2 білий кінь · f2 біла тура | b8 білий кінь · e8 білий слон · f8 білий слон · c7 чорний пішак · d7 чорний слон · b6 чорний пішак · b5 чорний король · c5 чорний ферзь · b4 білий пішак · d4 білий пішак · g4 білий ферзь · h4 чорний пішак · b3 білий пішак · h3 білий король · a2 білий кінь · f2 біла тура | b8 білий кінь · e8 білий слон · f8 білий слон · c7 чорний пішак · d7 чорний слон · b6 чорний пішак · b5 чорний король · c5 чорний ферзь · b4 білий пішак · d4 білий пішак · g4 білий ферзь · h4 чорний пішак · b3 білий пішак · h3 білий король · a2 білий кінь · f2 біла тура | b8 білий кінь · e8 білий слон · f8 білий слон · c7 чорний пішак · d7 чорний слон · b6 чорний пішак · b5 чорний король · c5 чорний ферзь · b4 білий пішак · d4 білий пішак · g4 білий ферзь · h4 чорний пішак · b3 білий пішак · h3 білий король · a2 білий кінь · f2 біла тура | b8 білий кінь · e8 білий слон · f8 білий слон · c7 чорний пішак · d7 чорний слон · b6 чорний пішак · b5 чорний король · c5 чорний ферзь · b4 білий пішак · d4 білий пішак · g4 білий ферзь · h4 чорний пішак · b3 білий пішак · h3 білий король · a2 білий кінь · f2 біла тура | b8 білий кінь · e8 білий слон · f8 білий слон · c7 чорний пішак · d7 чорний слон · b6 чорний пішак · b5 чорний король · c5 чорний ферзь · b4 білий пішак · d4 білий пішак · g4 білий ферзь · h4 чорний пішак · b3 білий пішак · h3 білий король · a2 білий кінь · f2 біла тура | b8 білий кінь · e8 білий слон · f8 білий слон · c7 чорний пішак · d7 чорний слон · b6 чорний пішак · b5 чорний король · c5 чорний ферзь · b4 білий пішак · d4 білий пішак · g4 білий ферзь · h4 чорний пішак · b3 білий пішак · h3 білий король · a2 білий кінь · f2 біла тура | b8 білий кінь · e8 білий слон · f8 білий слон · c7 чорний пішак · d7 чорний слон · b6 чорний пішак · b5 чорний король · c5 чорний ферзь · b4 білий пішак · d4 білий пішак · g4 білий ферзь · h4 чорний пішак · b3 білий пішак · h3 білий король · a2 білий кінь · f2 біла тура | 1 |
|   | a | b | c | d | e | f | g | h |   |

FEN: 1N2BB2/2pb4/1p6/1kq5/1P1P2Qp/1P5K/N4R2/8
1. Rf5! ~ 2. Qe2#
1. ... Qxf5 2. Sc3#
Біла тура вступним ходом розв'язує білого ферзя і зв'язує чорного ферзя, який в захисті від загрози після взяття білої тури знову зв'язує білого ферзя і розв'язує себе.